# Чемпіонат Таджикистану з футболу
Чемпіонат Таджикистану з футболу — змагання з футболу з-поміж клубів Таджикистану, в ході якого визначається чемпіон країни й представники міжнародних клубних змагань. Перший розіграш чемпіонату Таджикистану стартував 1992 року.

## Історія
За радянських часів вперше чемпіонат Таджицької РСР було розіграно в 1937 році, перемогу в якому здобув ФК «Динамо» (Душанбе). Останній чемпіонат Таджицької РСР відбувся в 1991 році, в якому перемогу святкував ФК «Сохібкор». В системі ліг радянського футболу турнір мав статус змагання колективів фізичної культури. 
Перший розіграш чемпіонату стартував у 1992 році. В турнірі беруть участь 11 клубів. Першим чемпіоном незалежного Туркменістану з футболу став клуб ЦСКА-Памір. Найуспішнішою командою чемпіонату є «Регар-ТадАЗ», яка вигала сім чемпіонських титулів. Число легіонерів у командах обмежене, не більше восьми на кожну.

## Команди-учасниці чемпіонату сезону 2016 року
- Барки Тоджик
- ЦСКА-Памір
- Істіклол (Душанбе)
- Хайр Вахдат
- Хосилот
- Худжанд
- Парвоз
- Равшан
- Регар-ТадАЗ
- Вахш

## Чемпіони та призери чемпіонату

### Радянський період
| - 1937 : Динамо (Душанбе) - 1938-47 : не розігрувався - 1948 : збірна Гіссару - 1949 : Динамо (Душанбе) - 1950 : Динамо (Душанбе) - 1951 : Динамо (Душанбе) - 1952 : команда профспілок Ленінабада - 1953 : Динамо (Душанбе) - 1954 : команда профспілок Ленінабада - 1955 : Динамо (Душанбе) - 1956 : Худжанд - 1957 : Таксобаза | - 1958 : Динамо (Душанбе) - 1959 : Курома - 1960 : Прикордонник - 1961 : Вахш - 1962 : Прикордонник - 1963 : ДСА - 1964 : Зірка - 1965 : Зірка - 1966 : Волга - 1967 : Іригатор - 1968 : Іригатор - 1969 : Іригатор | - 1970 : Педагогічний інститут (Душанбе) - 1971 : ТІФК (Душанбе) - 1972 : Нафтовик - 1973 : Політехнічний інститут (Душанбе) - 1974 : СКІФ (Душанбе) - 1975 : СКІФ (Душанбе) - 1976 : СКІФ (Душанбе) - 1977 : Металург Регар - 1978 : Пахтакор - 1979 : Трудові резерви (Душанбе) - 1980 : Чашма - 1981 : Трикотажник | - 1982 : Трикотажник - 1983 : Трикотажник - 1984 : Трикотажник - 1985 : Вахш - 1986 : СКІФ (Душанбе) - 1987 : СКІФ (Душанбе) - 1988 : СКІФ (Душанбе) - 1989 : Металург Регар - 1990 : Автомобіліст - 1991 : Сохібкор (Душанбе) |

### Незалежний Таджикистан
| Сезон | Чемпіон                  | Срібний призер           | Бронзовий призер               | Найкращий бомбардир                               |
| ----- | ------------------------ | ------------------------ | ------------------------------ | ------------------------------------------------- |
| 1992  | Памір (Душанбе)          | Регар (Турсунзаде)       | Вахш (Курган-Тюбе)             | Умед Алідодов (Памір (Душанбе)) — 11              |
| 1993  | Сітора (Душанбе)         | Памір (Душанбе)          | Пахтакор (Пролетарськ)         | Холмурад Зардов (Памір (Душанбе)) — 30            |
| 1994  | Сітора (Душанбе)         | Памір (Душанбе)          | Пахтакор (Пролетарськ)         | Давлат Содиков («Хулбук» (Восе)) — 26             |
| 1995  | Памір (Душанбе)          | Істаравшан (Ура-Тюбе)    | Сітора (Душанбе)               | Зокір Бердикулов («Істаравшан») — 42              |
| 1996  | Динамо (Душанбе)         | Сітора (Душанбе)         | Худжанд                        | Мухиддін Іззатуллоєв (Равшан) — 35                |
| 1997  | Вахш (Курган-Тюбе)       | Ранджбар (Восе)          | Худжанд                        | Рустам Усманов (Вахш) — 21                        |
| 1998  | Варзоб (Душанбе)         | Худжанд                  | Саддам (Сарбанд)               | Назиршо Ризомов (Саддам) — 25                     |
| 1999  | Варзоб (Душанбе)         | Ходжа Карім (Гозималік)  | Равшан (Куляб)                 | Ораз Назаров (Варзоб) — 27                        |
| 2000  | Варзоб (Душанбе)         | Регар-ТадАЗ (Турсунзаде) | Худжанд                        | Мансур Хакімов (Худжанд) — 28                     |
| 2001  | Регар-ТадАЗ (Турсунзаде) | Панджшер (Колхозабад)    | СКА-Памір (Душанбе)            | Пирмурад Бурханов (Регар-ТадАЗ) — 20              |
| 2002  | Регар-ТадАЗ (Турсунзаде) | Худжанд                  | Фаррух (Гіссар)                | Джомихон Мухиддінов (Худжанд) — 29                |
| 2003  | Регар-ТадАЗ (Турсунзаде) | Худжанд                  | Авіатор (Чкалівськ)            | Осим Бобоєв (Регар-ТадАЗ) — 38                    |
| 2004  | Регар-ТадАЗ (Турсунзаде) | Вахш (Курган-Тюбе)       | Авіатор (Гафуров)              | Сухроб Хамидов (Регар-ТадАЗ) — 33                 |
| 2005  | Вахш (Курган-Тюбе)       | Регар-ТадАЗ (Турсунзаде) | Авіатор (Гафуров)              | Ахтам Хамракулов (Вахш) — 12                      |
| 2006  | Регар-ТадАЗ (Турсунзаде) | Хіма (Душанбе)           | Вахш (Курган-Тюбе)             | Фазіл Саттаров (Таджиктелеком (Курган-Тюбе)) — 20 |
| 2007  | Регар-ТадАЗ (Турсунзаде) | Парвоз (Гафуров)         | Вахш (Курган-Тюбе)             | Сухроб Хамідов (Хіма) — 21                        |
| 2008  | Регар-ТадАЗ (Турсунзаде) | Парвоз (Гафуров)         | Худжанд                        | Нумон Хакімов (Парвоз (Гафуров)) — 30             |
| 2009  | Вахш (Курган-Тюбе)       | Регар-ТадАЗ (Турсунзаде) | Худжанд                        | Нумон Хакімов (Вахш (Курган-Тюбе)) — 15           |
| 2010  | Істіклол (Душанбе)       | Регар-ТадАЗ (Турсунзаде) | Вахш (Курган-Тюбе)             | Юсуф Рабієв (Істіклол (Душанбе)) — 30             |
| 2011  | Істіклол (Душанбе)       | Регар-ТадАЗ (Турсунзаде) | Равшан (Куляб)                 | Юсуф Рабієв (Істіклол (Душанбе)) — 32             |
| 2012  | Равшан (Куляб)           | Регар-ТадАЗ (Турсунзаде) | Істіклол (Душанбе)             | Васиєв Ділшод (Істіклол (Душанбе)) — 24           |
| 2013  | Равшан (Куляб)           | Істіклол (Душанбе)       | Хайр (Вахдат)                  |                                                   |
| 2014  | Істіклол (Душанбе)       | Хайр (Вахдат)            | Далерон-Уротеппа (Істаравашан) | Васиєв Ділшод (Істіклол (Душанбе)) — 15           |
| 2015  | Істіклол (Душанбе)       | Худжанд                  | Равшан (Куляб)                 |                                                   |
| 2016  | Істіклол (Душанбе)       | Хосилот                  | Регар-ТадАЗ (Турсунзаде)       |                                                   |

## Титули по клубах
| Клуб                 | Чемпіон | Роки чемпіонств                                                              |
| -------------------- | ------- | ---------------------------------------------------------------------------- |
| Істіклол (Душанбе)   | 13      | 2010, 2011, 2014, 2015, 2016, 2017, 2018, 2019, 2020, 2021, 2022, 2023, 2024 |
| Регар-ТадАЗ          | 7       | 2001, 2002, 2003, 2004, 2006, 2007, 2008                                     |
| Вахш                 | 3       | 1997, 2005, 2009                                                             |
| Варзоб (Душанбе)     | 3       | 1998, 1999, 2000                                                             |
| ЦСКА-Памір (Душанбе) | 2       | 1992, 1995                                                                   |
| Сітора (Душанбе)     | 2       | 1993, 1994 (розформований в 1997)                                            |
| Равшан (Куляб)       | 2       | 2012, 2013                                                                   |
| Динамо (Душанбе)     | 1       | 1996                                                                         |

## Гравець року
| Рік  | Гравець              | Команда             |
| 2003 | Аслиддін Хабібуллоєв | Вахш                |
| 2004 | Анвар Норкулов       | Авіатор (Чкалівськ) |
| 2005 | Хуршед Махмудов      | Регар-ТадАЗ         |
| 2006 | Хуршед Махмудов      | Регар-ТадАЗ         |
| 2007 | Нумонджон Хакімов    | Парвоз              |
| 2008 | Хуршед Махмудов      | Регар-ТадАЗ         |
| 2009 | Нумонджон Хакімов    | Вахш                |
| 2010 | Юсуф Рабієв          | Істіклол (Душанбе)  |
| 2011 | Хуршед Махмудов      | Регар-ТадАЗ         |
| 2012 | Ділшод Васиєв        | Істіклол (Душанбе)  |
| 2013 | ?                    |                     |
| 2014 | ?                    |                     |
| 2015 | Манучехр Джалілов    | Істіклол (Душанбе)  |

## Клуби, які раніше виступали у Вищій лізі Таджикистану
- Гвардія Душанбе